# Miracolo eucaristico di Daroca

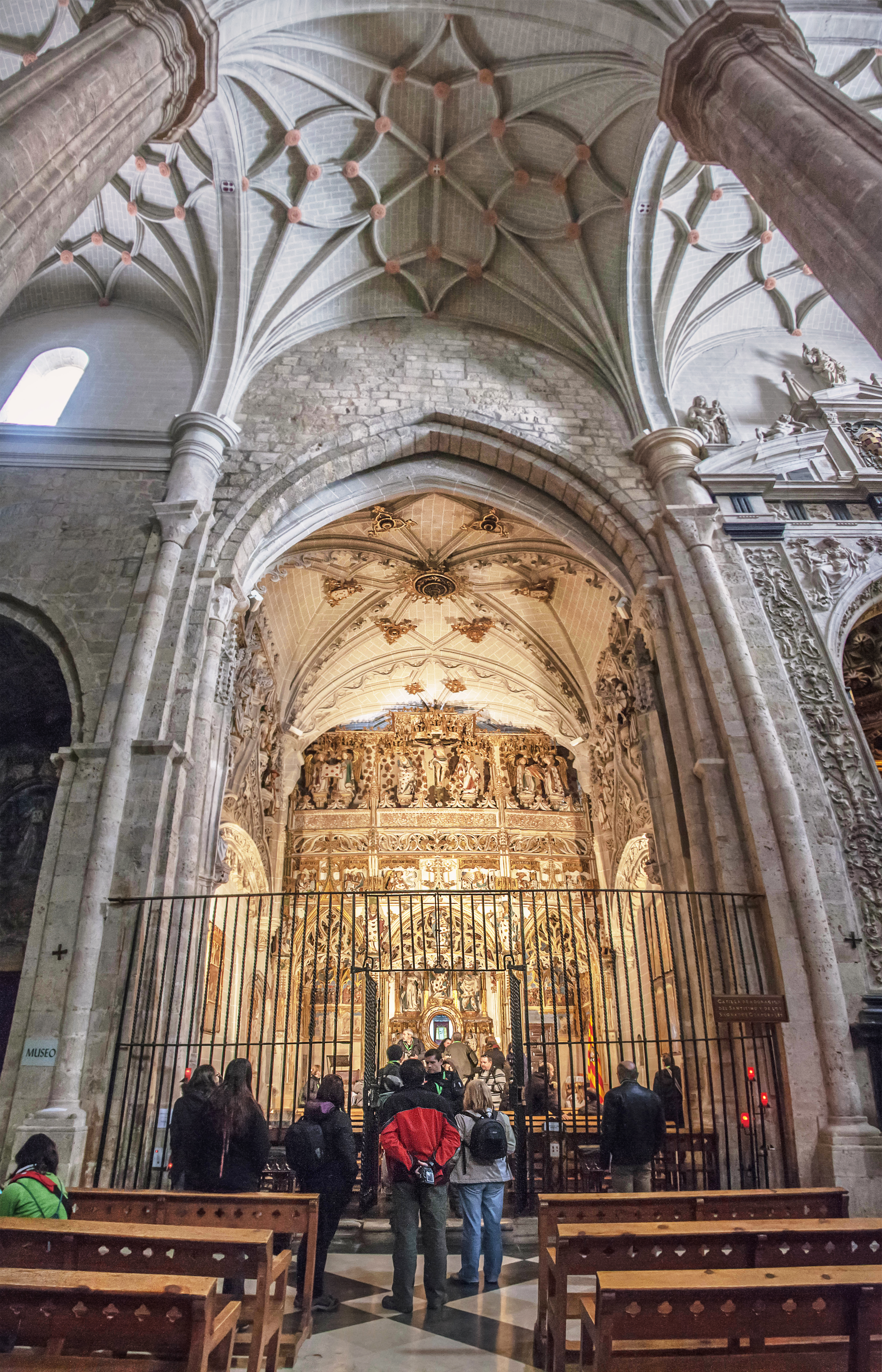
Cappella dei Sacri Corporali nella chiesa di Santa Maria a Daroca

Il miracolo eucaristico di Daroca sarebbe avvenuto nell'omonima località spagnola nell'anno 1239: alcune ostie consacrate, nascoste nei corporali durante uno scontro armato, furono ritrovate intatte ma inzuppate di sangue.

## Storia
Il 23 febbraio 1239 le truppe cristiane delle città spagnole di Daroca, Teruel e Calatayud si mossero per riconquistare il castello di Chío, presso Valencia, occupato dai musulmani.
Prima dello scontro il cappellano di Daroca, don Mateo Martínez, stava celebrando la messa, quando dovette interromperla per un improvviso attacco del nemico, e provvide a nascondere le ostie consacrate dopo averle avvolte nei corporali.
Terminata la scaramuccia, le ostie furono trovate inzuppate di sangue: il fatto fu interpretato come un segno divino e, nella battaglia successiva, le truppe riconquistarono il castello. Provenendo i comandanti delle truppe da regioni diverse, sorse una disputa per stabilire quale città avrebbe custodito i corporali: alla fine furono assegnati alla chiesa di san Marco a Daroca.
Attualmente le reliquie si trovano nella chiesa, appositamente costruita, di santa Maria, sempre a Daroca: ogni anno si tengono solenni festeggiamenti per ricordare l'episodio.